# LIII Congreso Eucarístico Internacional
El LIII Congreso Eucarístico Internacional 2024 fue el congreso Eucarístico que se llevó a cabo del 8 al 15 de septiembre de 2024 en Quito, Ecuador. 
Fue la primera vez que la capital ecuatoriana acogió el evento de carácter ecuménico y la sexta vez que se realizó en el continente americano, luego de los distintos congresos en algunas ciudades de Estados Unidos, Canadá, México, Argentina, Brasil y Colombia y tras la realizada en la capital de Hungría, Budapest en 2021. 

## Antecedentes
Tras de la visita realizada por el Papa Francisco en 2015, durante el período del entonces presidente del Ecuador, Rafael Correa, el Papa se entusiasmó por la calidez mostrada por el país andino, por lo que en un encuentro celebrado en Roma, determinó que Quito sea elegido para el congreso ecuménico, para darle mayor proyección a la religión católica en una región que ha vuelto a estar dividida en el ámbito religioso debido a los constantes asedios de políticos de tendencia izquierdista que han dejado débil a la región.
En una de las misas celebradas el jueves 9 de septiembre de 2020, en el Congreso Eucarístico en Hungría; el arzobispo de Quito, Alfredo José Espinoza Mateus, anunció que Quito será sede del evento que coincidirá con el 150 aniversario de la Consagración del Ecuador al Sagrado Corazón de Jesús. 

## Lugar

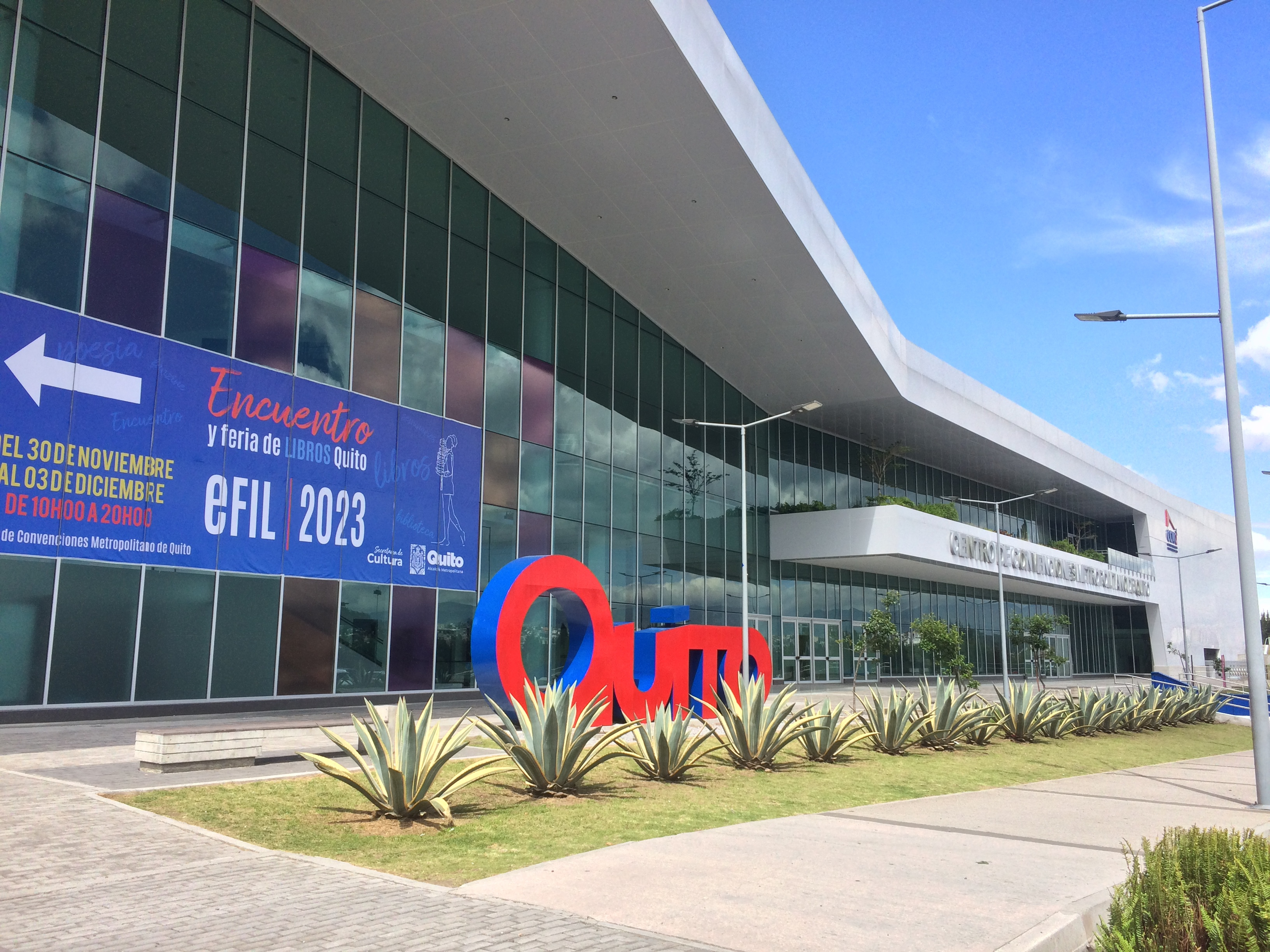
El Centro de Convenciones Bicentenario, fue el lugar del evento ecuménico religioso en septiembre de 2024.

Del 8 al 15 de septiembre de 2024, se llevó a cabo en el Centro de Convenciones Bicentenario.

## Símbolos

### Logotipo e himno oficial
El logo oficial y el himno ganador que se utilizó en la 53 edición del Congreso Eucarístico Internacional (CEI) a realizarse en Quito, fueron presentados en la Conferencia Episcopal Ecuatoriana (CEE) el 10 de mayo de 2023.
La autoría del logo del Congreso fue Publio Escobar. Según él, su creación representa “la hermandad para sanar el mundo”.
Por su parte, el himno ganador fue «En torno a tu mesa» de los compositores Marco Antonio Espín y el grupo musical religioso Solideo. Se trata de artistas católicos dedicados a evangelizar a través de "música contemporánea nueva e inédita".

### Letra oficial
| En torno a tu mesa |
| --- |
| Coro: Fraternidad para sanar el mundo eso nos muestras, Señor, desde la cruz. /Tú nos congregas en torno a tu mesa y nos enseñas al hermano a amar/. I: Con tu cuerpo y sangre, misterio divino, te haces presente aquí en el altar. /Tú estás con nosotros en el pan y el vino que reconcilian, que dan vida y paz/. II: Señor amigo, Palabra de Dios, tú nos invitas a ser fraternidad. /Por ti aquí estamos y eres alimento que nos llena de amor para sanar/. III: Fraternidad es más que una palabra, es un abrazo olvidando el rencor, /es dar la mano al pobre y desvalido, es consolar al hermano en la aflicción/. IV: Tú nos enseñas a amar al más pequeño, ustedes son todos hermanos, sean uno. /Desde Ecuador, para el mundo entero, anunciamos: Tú eres la vida, Jesús/. |

### Libro del Evangeliario

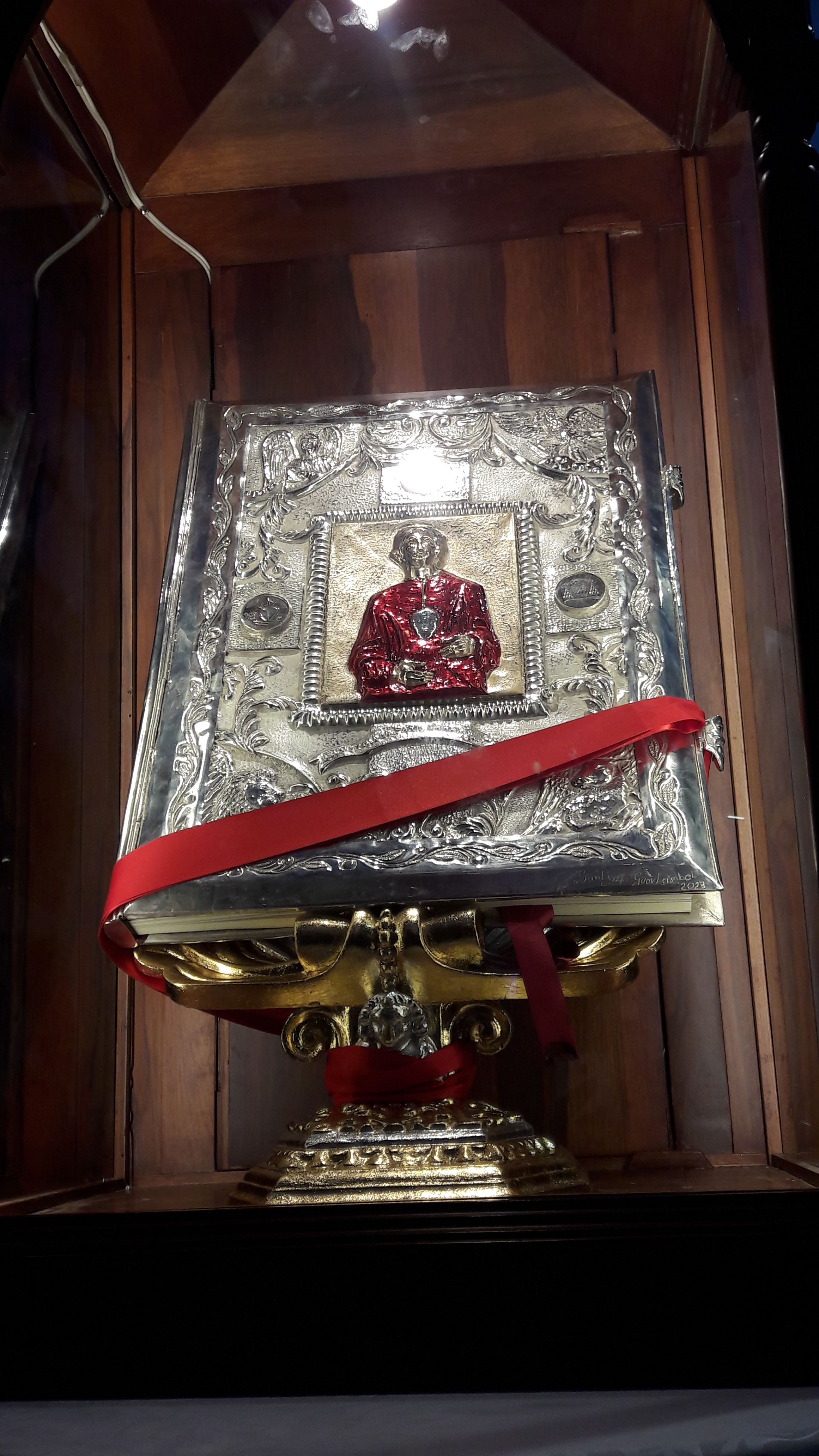
El Libro del Evangeliario IEC 2024 a su llegada a la ciudad de Azogues.

El libro del “Evangeliario”, símbolo del 53 Congreso Eucarístico Internacional, bendecido y firmado por el papa Francisco, recorrió algunas diócesis, arquidiócesis y vicariatos en el Ecuador, desde fines de septiembre del 2023, hasta finales de agosto de 2024. Se trató de un libro litúrgico que contiene los evangelios para cada domingo del año y festivos solemnes.
Se trató de una obra artística realizada por Santiago Guartambel, cuyo talento en orfebrería ha dado un fuerte significado a esta pieza única. En esta entrevista, el artista comparte detalles sobre el proceso creativo y los significados detrás de su obra.
El artista explicó que su trabajo consistió en representar el Sagrado Corazón de Jesús como símbolo icónico del Ecuador, mismo que se plasma en la portada principal del Evangelio. Se incorporaron elementos que representan la diversidad cultural del país, a través de etnias, como:
En la portada la representación del Corazón de Jesús está chapada en oro y el manto esmaltado al fuego. En la contraportada aparece un shuar que simboliza la Amazonía; un indígena representante de la Sierra; un afroecuatoriano, en representación de la Costa. En esta composición generalmente hay un bebé, un joven y un anciano al mismo tiempo.
El diseño utiliza en su simbología: una cruz, un corazón abierto, una hostia y 0º (latitud cero), refiriéndose a Quito como la mitad del mundo.

## Preparación
Se anunció que, con esta comunicación, se inicia la preparación organizativa y espiritual del próximo Congreso Eucarístico Internacional (IEC2024), en el que también participan los delegados nacionales designados por las Conferencias Episcopales de los diferentes países. Recordando que los Congresos Eucarísticos Internacionales no son reliquias del pasado difíciles de integrar al mundo actual, sino que, al igual que los otros grandes eventos públicos de la Iglesia, están comprometidos a generar procesos históricos de crecimiento de las comunidades cristianas en torno a valores que dan testimonio de la presencia de Dios en la historia de la humanidad y reflejar más claramente el papel de la Eucaristía en la vida y la praxis eclesial.
El padre Juan Carlos Garzón, secretario general del Congreso Eucarístico Internacional de Quito 2024, señaló que este evento, que se realizará del 8 al 15 de septiembre en esa ciudad, será una oportunidad para sanar “a un Ecuador herido”.
Entre los preparativos para el evento ecuménico, el 20 de mayo de 2024, el papa Francisco nombra al cardenal Kevin Farrell, como enviado especial al LIII Congreso Eucarístico Internacional , que se celebrará del 8 al 15 de septiembre en la capital ecuatoriana.